# Exconvento de Culhuacán
El exconvento de San Juan Evangelista Culhuacán fue un antiguo convento agustino de la Nueva España  fundado en el año 1607, en Culhuacán (México), según refiere el cronista Texcocano Chimalpain. Culhuacán tuvo gran importancia como centro religioso pues aquí se adoraba a los dioses del agua y la fertilidad. Se ubica en las faldas del cerro de la Estrella, que fue su nombre prehispánico.
Culhuacán significa, 'cerro encorvado, antiguo y venerable', y también se traduce como 'lugar de culhuas'. También se puede traducir como 'lugar de los ancestros', que, al parecer, sería una mejor traducción del nombre en náhuatl.

## Precedente histórico

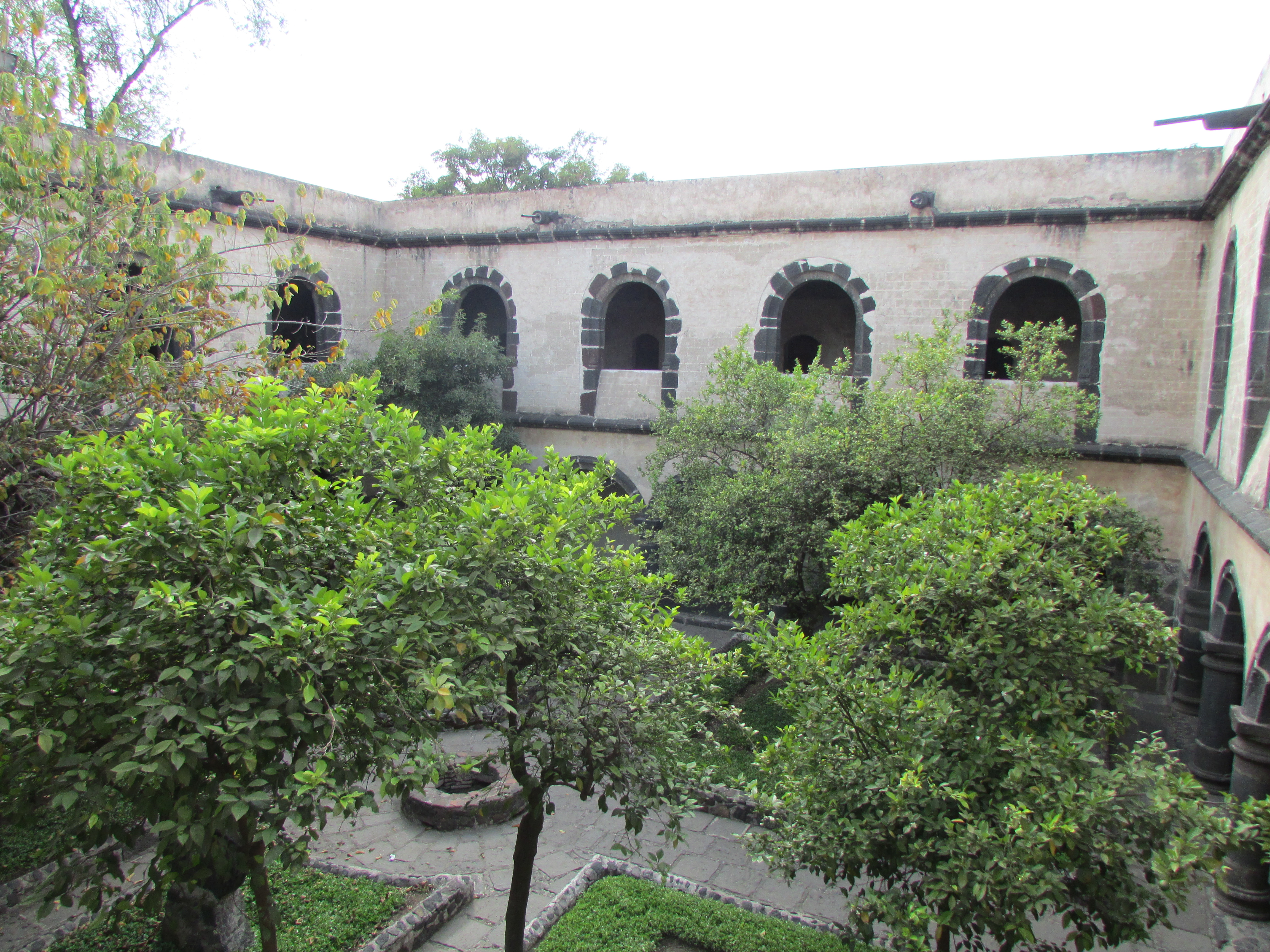
Patio del Exconvento agustino de San Juan Evangelista de Culhuacán

Data de los años 600 a 800 d. C. fue un importante centro provincial dependiente de Teotihuacán. Entre 800 y 900 d. C. se convirtió, al parecer, en una entidad fuerte gobernada por una dinastía de filiación tolteca-chichimeca que dominó una gran parte del sur de la cuenca de México. Así, entre los años 900 y 1000 d. C., Culhuacán, junto con Tula y Otumba, conformó el núcleo de lo que más tarde fue el Imperio tolteca; a la declinación de éste, recibió a los últimos miembros de las dinastías fundadoras de raíces toltecas. Después de periodos difíciles para su subsistencia, Culhuacán quedó definitivamente sujeto al dominio de México. Tenochtitlán entre 1400 y 1500 d. C.
Una vez finalizada la conquista militar europea en la cuenca de México, arribaron los primeros evangelizadores. Las zonas del cerro de la Estrella, Iztapalapa y Culhuacán fueron rápidamente evangelizadas por un grupo de franciscanos, quienes fundaron una misión sobre los restos de los templos prehispánicos culhuacanos.

## Historia del convento

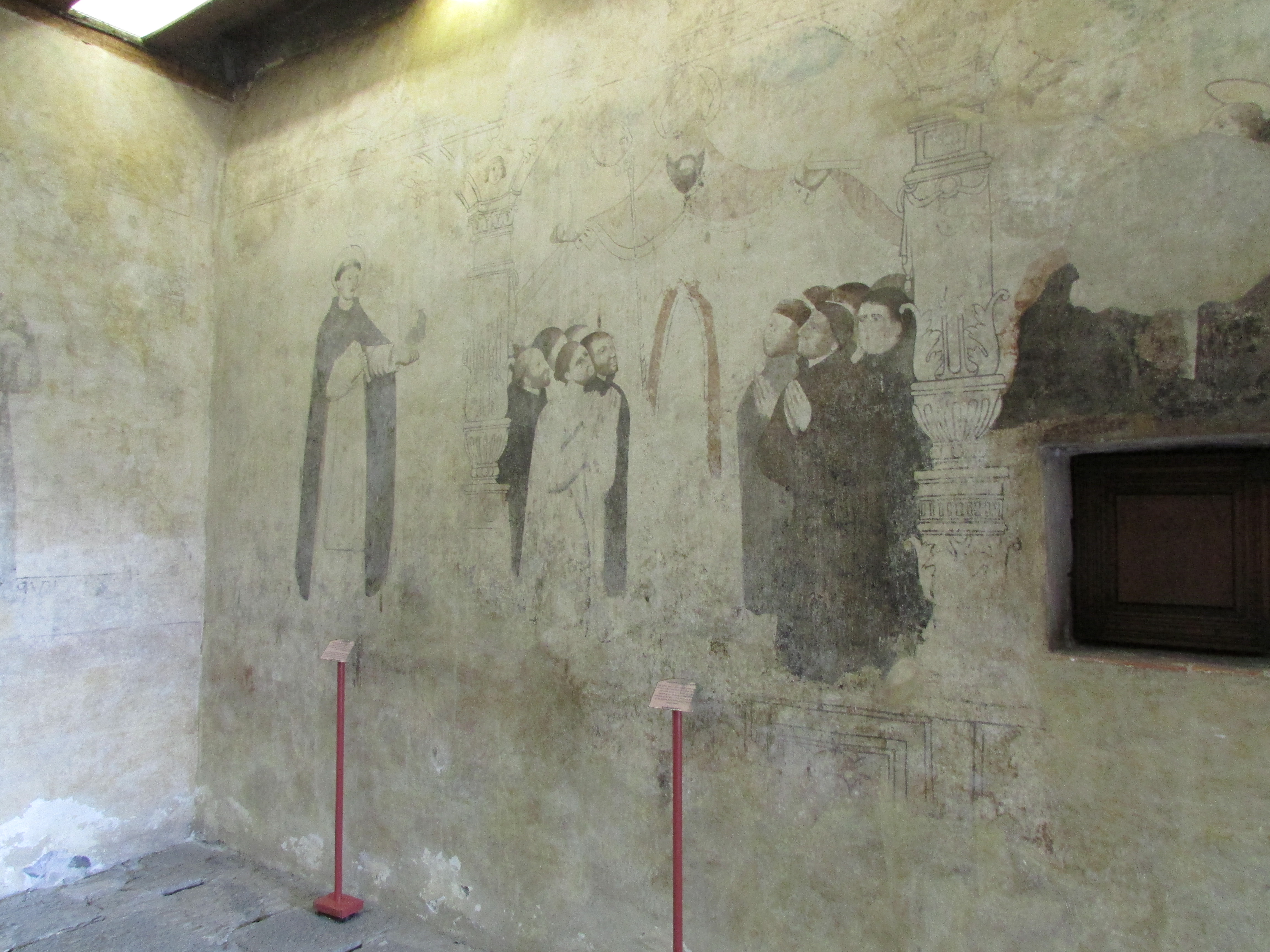
Frailes, mural restaurado situado en el claustro bajo

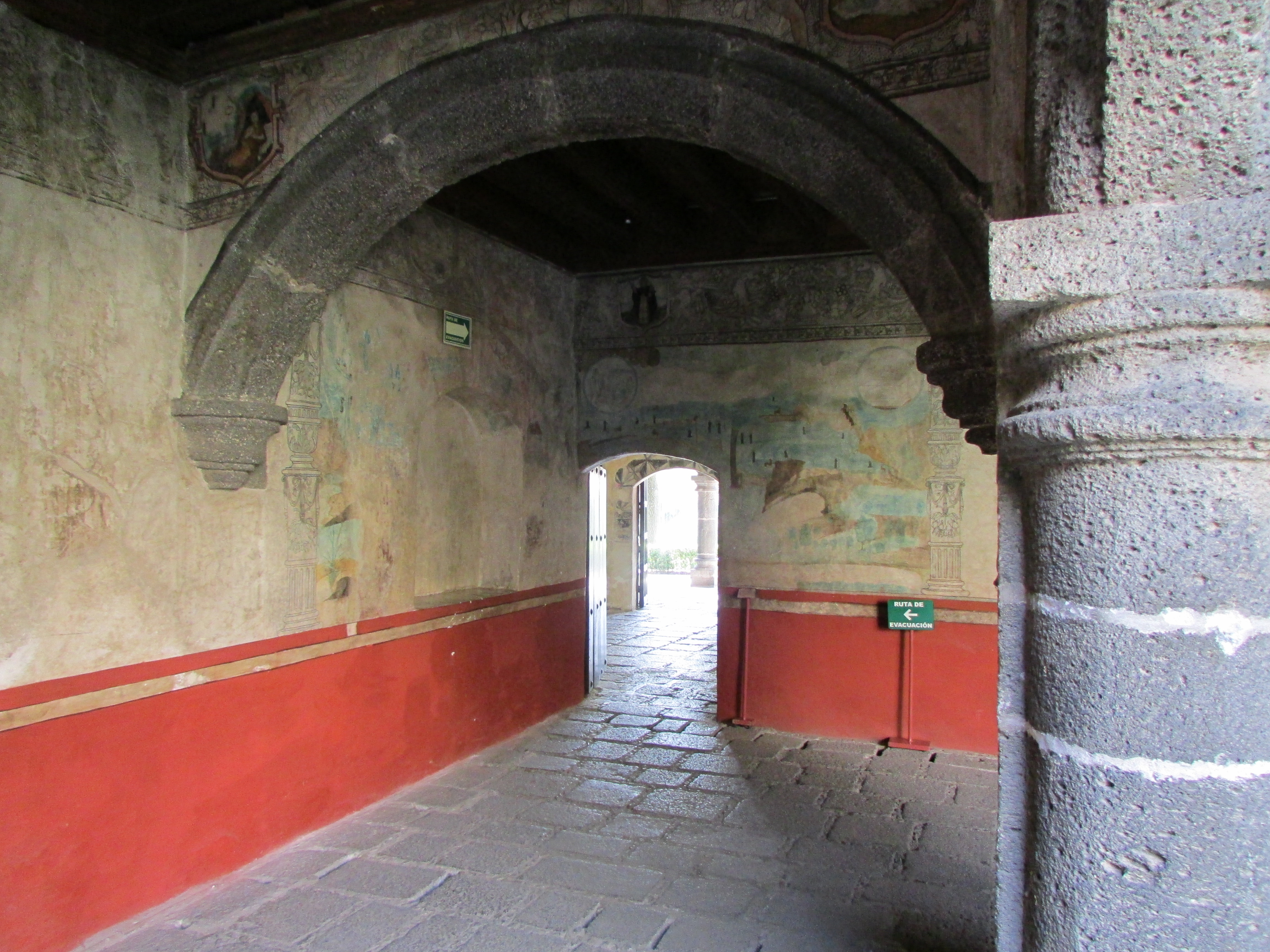
Arco y salida lateral en el claustro bajo

Tras la llegada de los primeros misioneros, la zona fue cedida por los franciscanos a la orden de San Agustín; entre 1552 y 1569 se edificaron sobre la primitiva misión franciscana un convento y una iglesia. Este monasterio, que tuvo la advocación de san Juan Evangelista, fungió como centro para la enseñanza y aprendizaje de la lengua y costumbres de los distintos grupos que habitaban las zonas de evangelización agustinos.
Para el año de 1880 a 1897  fue construido a su lado un templo seguramente para suplantar en sus funciones al templo del convento que también se llamaba de San Juan Evangelista, que para esos años ya estaba en ruinas. Su fundador fue fray Diego de Vetadillo. Conserva el templo anterior las columnas platerescas de altar en el retablo, el púlpito y el nicho del Santo Entierro tallado en madera del siglo XVll, así como el primer libro de bautizos de indígenas fechado a partir del 5 de marzo de 1588.
El exconvento es considerado como una joya arquitectónica, es uno de los dos únicos edificios construidos en las primeras décadas del siglo XVI en la Ciudad de México.Los muros fueron edificados con roca volcánica; y en su parte interior se encuentra decorado con escenas de la vida de Cristo, santos y frailes, en los que se destaca la delicadeza y maestría con que fueron elaborados por los pintores indígenas o tlacuilos. 
Tuvo un atrio amplio y cementerio, huerta, manantial y un molino de papel. Ahí vivieron 8 religiosos. Es notable una puerta de madera, la única que se conserva del siglo XVI, compuesta por tableros con relieves tallados que representan la pasión y muerte de Cristo, y a Juan de Sahagún, mártir agustino.

## El Museo

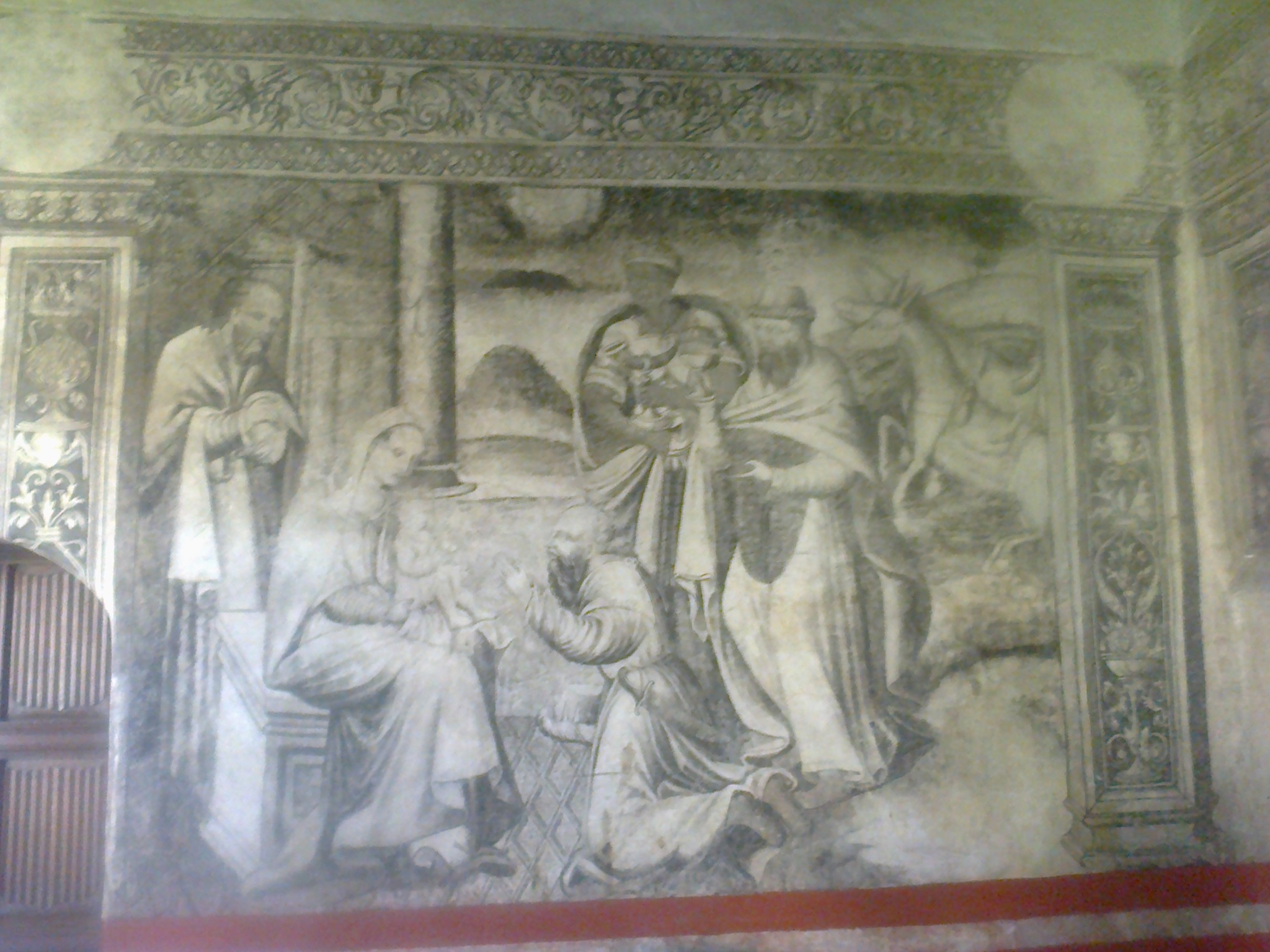
La adoración de los Reyes Magos, uno de los frescos más significativos del convento. La escena destaca por sus dimensiones, en las que los elementos que la forman se distinguen por la claridad en los trazos así como las expresiones de los rostros de sus personajes.

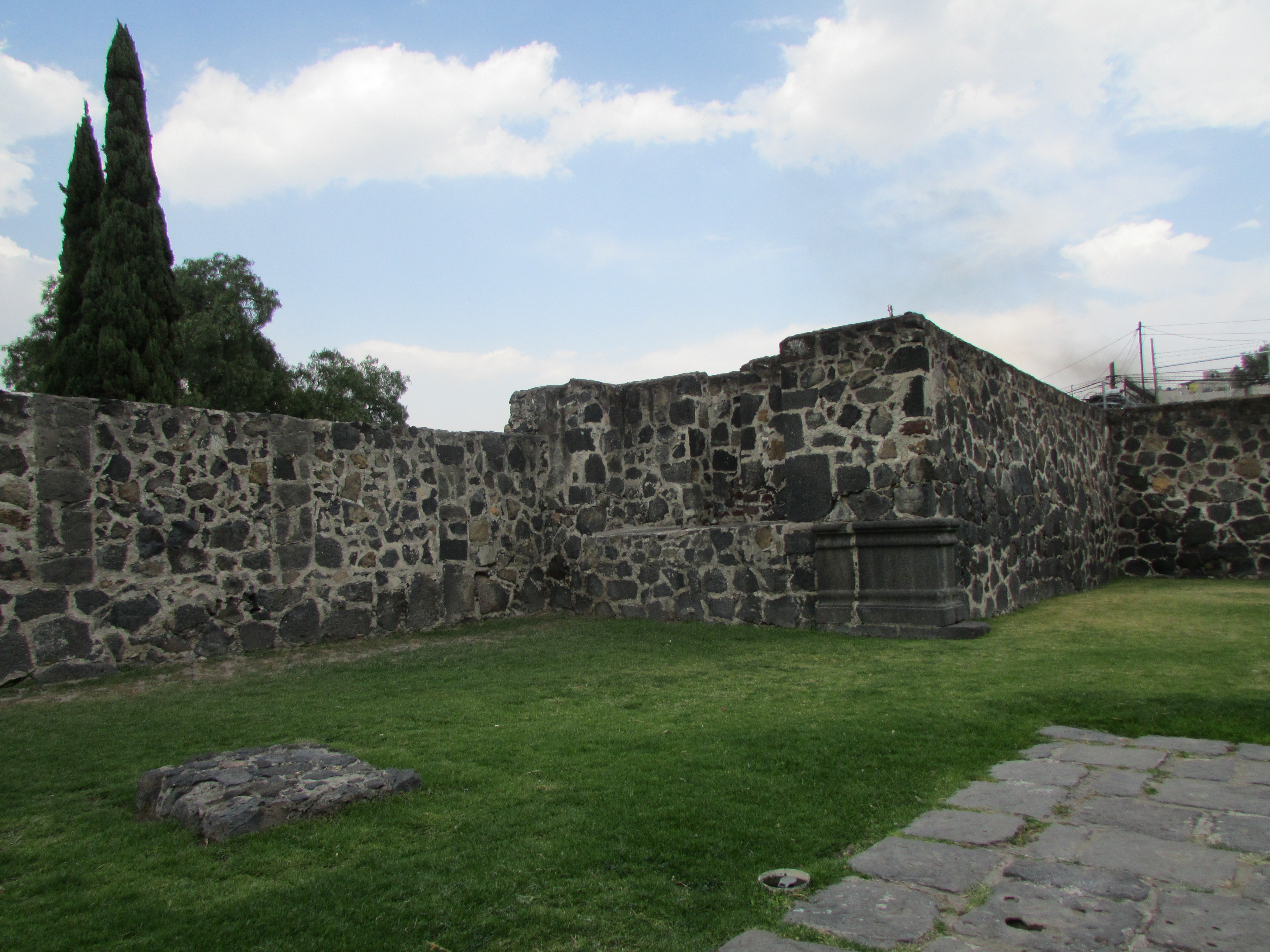
Muros del antiguo molino

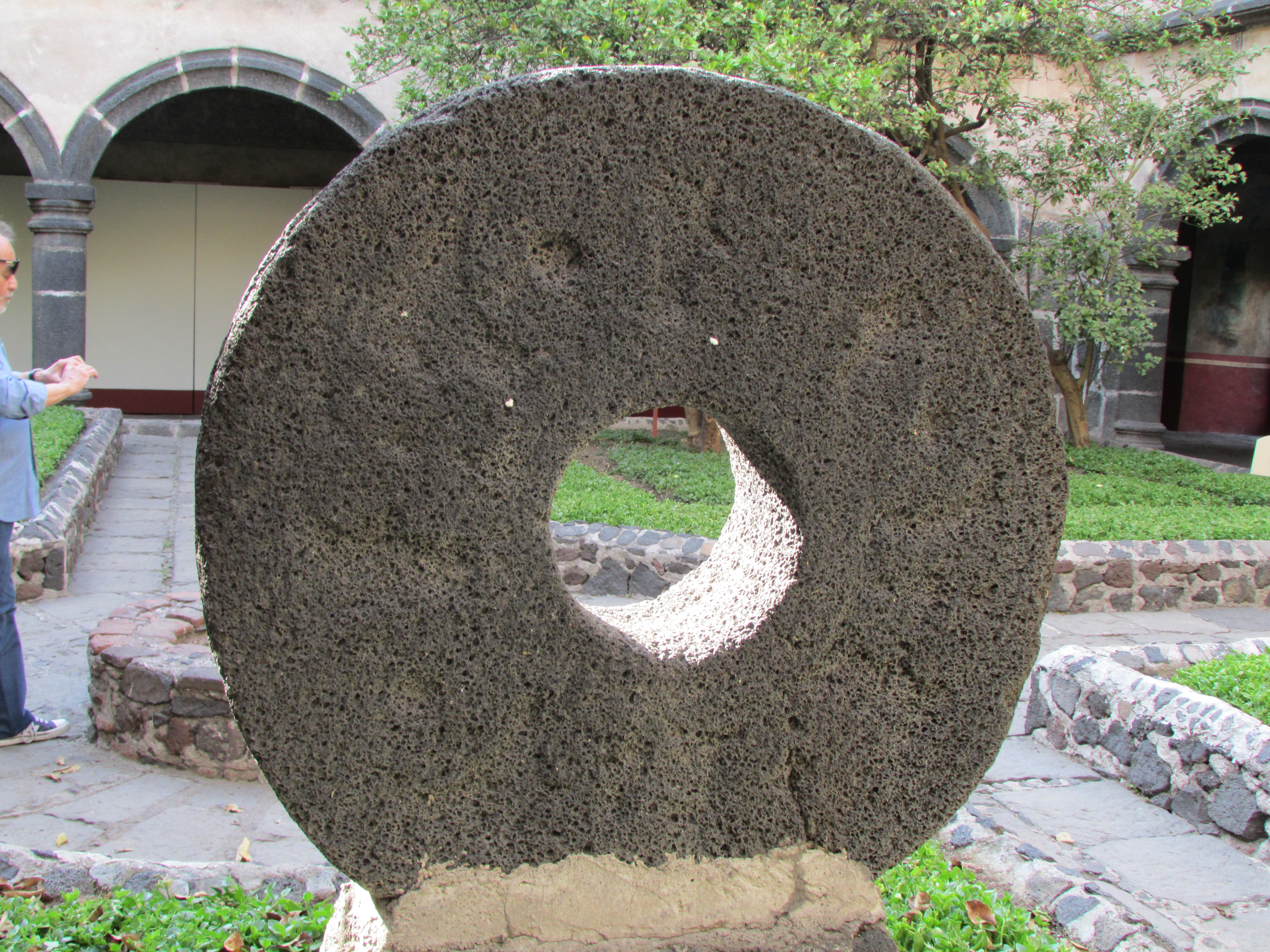
Piedra de molino exhibida en el claustro bajo

A principios de la década de los ochenta (1983), se crearon programas y proyectos para el rescate del área del centro histórico de Culhuacán; transformando así el entorno del exconvento.
El recinto fue inaugurado en febrero de 1984 y nueve años más tarde, se creó el Museo de sitio con piezas prehispánicas y coloniales encontradas en los trabajos de excavación y de donaciones de los habitantes del pueblo.
El exconvento Culhuacán conocido como Centro Comunitario Culhuacán, cuenta con seis salas de exposición. Las salas se ubican en el claustro alto, se resguardan deidades tales como la diosa de las mazorcas de maíz o Chicomecóatl (siete serpientes); un mascarón de Tláloc, dios de la lluvia; que muestra la riqueza cultural de los antiguos culhuacanos. Además se ilustra la época virreinal con objetos significativos que evocan la labor evangelizados de los frailes, como los libros de registro de bautismo de los siglos XVI y XVII, también se exhiben cuatro columnas de retablo y base de púlpito que decoraban la iglesia original. Una de las salas lleva el nombre de la promotora cultural y primera directora del recinto Cristina Payán.
Hay en varias de las dependencias del edificio tres capas de pinturas murales, dos del siglo XVI, al fresco, y la otra del siglo XVIII, al temple. Las que mejor han logrado restaurarse muestran la entrada de Jesús a Jerusalén, la Adoración de los Reyes, la Natividad y personajes de la Orden de San Agustín, a menudo enmarcados por columnas candelabro, típicas del plateresco.

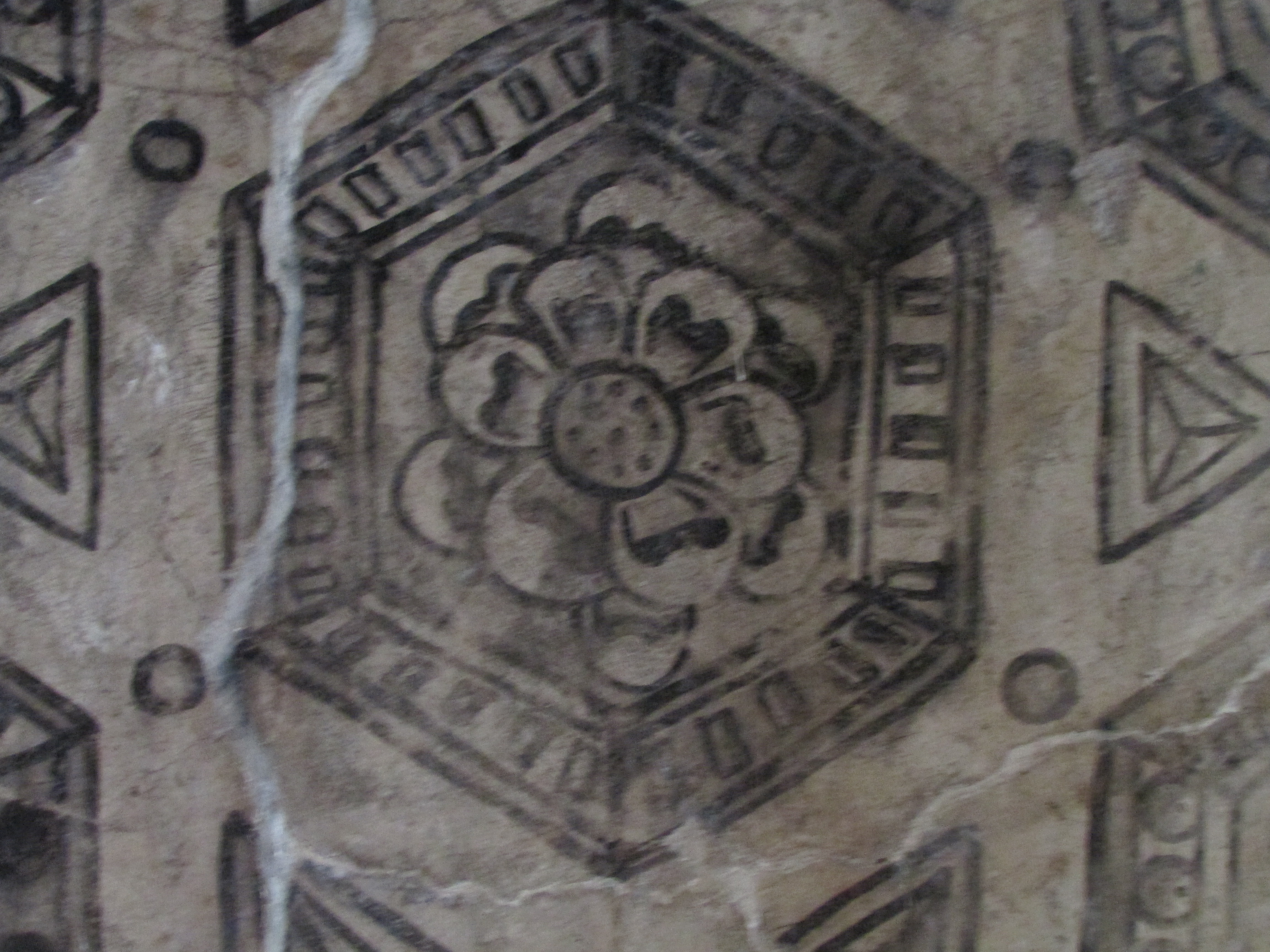
Detalle floral del fresco en el claustro bajo

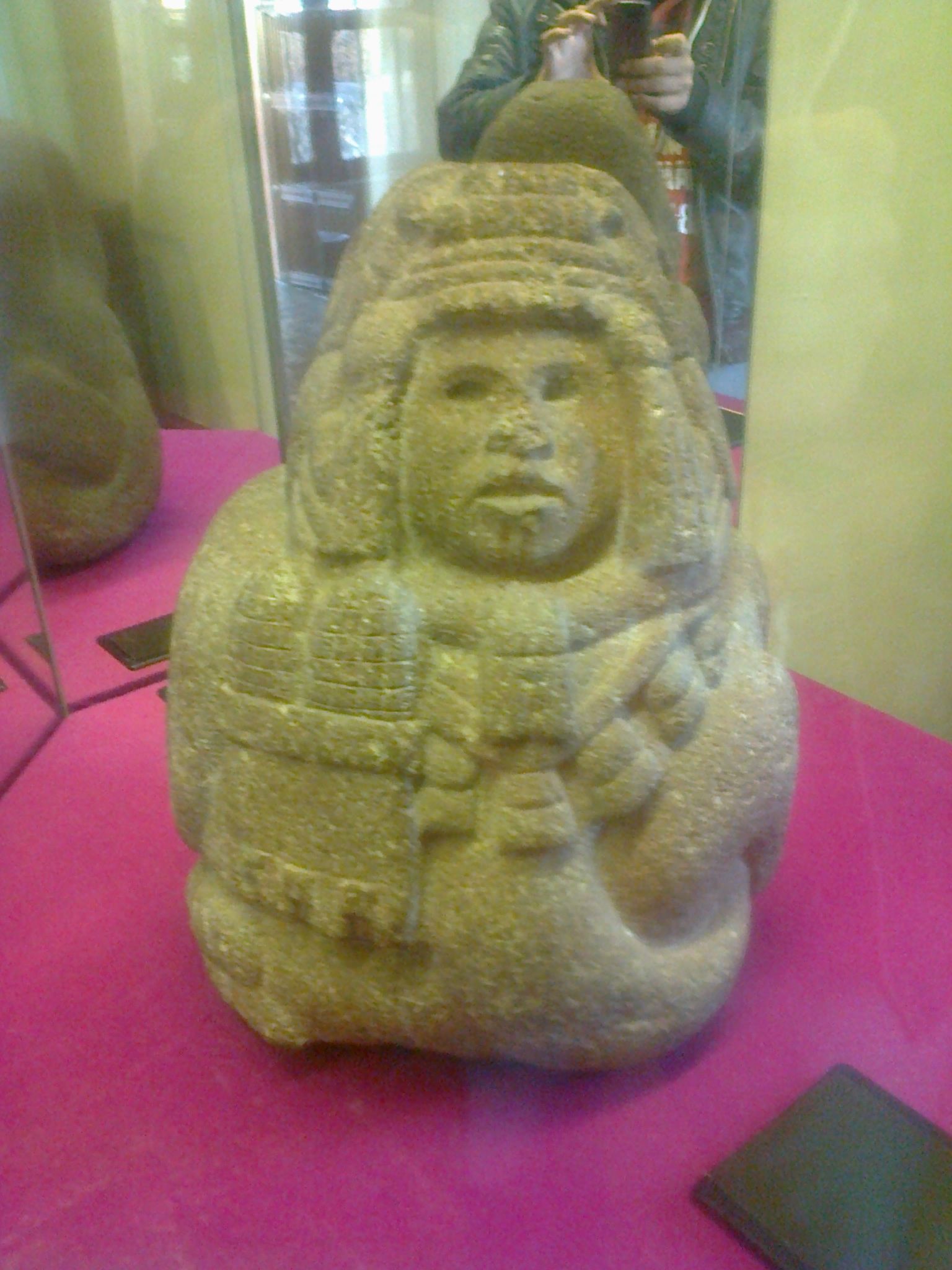
Estatua de Chicomecoatl

El museo está situado en la calle Morelos n.º 10, col. Culhuacán, Iztapalapa, Ciudad de México.